# Moschea del Sultano al-Mu'ayyad
La moschea del Sultano al-Mu'ayyad (in arabo مسجد السلطان المؤيد‎?) è un edificio di culto islamico situato al Cairo, presso Bab Zuwayla. Fu fatta costruire dallo sceicco al-Mu'ayyad tra il 1415 ed il 1421 sul sito ove sorgeva una prigione dov'era stato rinchiuso. La moschea fa parte di un complesso religioso che include una madrasa per quattro madhhab.

## Storia
La costruzione della moschea iniziò nel maggio del 1415. Il progetto era ambizioso e costò al committente 40.000 dinari tra l'inizio e il completamento. Secondo al-Maqrizi, trenta costruttori e cento operai lavorarono alla struttura per sette anni. La costruzione della moschea richiese una quantità di marmo così grande che parte di esso dovette essere prelevato da strutture preesistenti. Oltre al marmo, molte altre parti della moschea furono cannibalizzate da altri edifici, tra cui le colonne della moschea e una splendida porta e un lampadario in bronzo. La porta e il lampadario sono esempi particolarmente famosi di questo; si dice che entrambi provenissero dalla Moschea-Madrasa del Sultano Hassan. Rimuovere parti delle moschee attuali era illegale durante la costruzione della moschea, quindi prendere la porta e il lampadario equivaleva a rubare, nonostante le donazioni fatte dal Sultano alla vecchia moschea. Sebbene la nuova moschea non fosse ufficialmente completata fino al 1422, una celebrazione inaugurale si tenne nel novembre del 1419.
Nei secoli successivi la moschea del Sultano al-Mu'ayyad ha subito ampi restauri. Già all'inizio si resero necessari lavori di adattemento e restauro. Secondo al-Maqrizi, il minareto orientale dovette essere abbattuto e ricostruito già nel 1418 a causa dell'instabilità strutturale della base della torre. Un altro minareto a tre piani sorgeva presso il portale occidentale su una strada laterale; crollò nel 1427 durante il regno del Sultano Barsbāy e fu immediatamente ricostruito.
Nel XIX secolo, la moschea era caduta in un tale stato di degrado che ne rimanevano solo una facciata, la sala di preghiera e i mausolei. Ibrāhīm Pascià, figlio di Muhammad 'Ali, supervisionò i restauri tra la fine degli anni trenta e quaranta dell'Ottocento, inclusa l'installazione di piastrelle turche nel muro della qibla. Alla fine del XIX secolo, il Comitato per la Conservazione dei Monumenti d'Arte Araba ricostruì la facciata occidentale e trasformò il cortile in un giardino.
Nel 2001 la moschea fu nuovamente sottoposta a restauri, questa volta per ordine del Ministero della Cultura egiziano. Questi restauri eliminarono il giardino dal cortile e ricostruirono la maggior parte della moschea, comprese le arcate mancanti intorno al cortile. Questo progetto ha restaurato la moschea e i suoi risultati sono visibili oggi; tuttavia, i visitatori devono tenere presente che ciò che vedono non corrisponde necessariamente all'aspetto originale della moschea.

## Descrizione
Fu l'ultima grande moschea ipostila costruita al Cairo. In origine aveva quattro facciate e quattro ingressi. Col tempo, la moschea cadde in rovina e oggi solo la facciata orientale e la sala di preghiera conservano l'aspetto originale. Gran parte di ciò che si può vedere oggi è stato restaurato negli ultimi duecento anni e non rispecchia necessariamente l'aspetto originale della moschea.
Per costruire la moschea, fu necessario demolire una parte delle mura fatimidi che un tempo circondavano il Cairo; tuttavia, una parte antica delle mura è stata recentemente scoperta all'interno della struttura della moschea ed è oggi visibile ai visitatori. Le due torri della vicina porta di Bab Zuwayla, incastonate nelle mura originali, sono state salvate dalla demolizione e fungono da base per i due minareti rimanenti della moschea; una caratteristica insolita e unica di questo complesso.
Il portale principale, o muqarnas, è incastonato in un pistaq, o cornice rettangolare, che si erge sopra la facciata della moschea. Questo fu l'ultimo grande portale costruito nel periodo mamelucco; è incorniciato da fasce di marmo finemente intagliate e da caratteri calligrafici cufici. Il marmo era scolpito secondo un motivo geometrico e decorato con pietre policrome e stucco colorato in altorilievo. Il portale principale è un capolavoro di lavorazione del bronzo proveniente dalla Moschea-Madrasa del Sultano Hassan, mentre la cupola è un tipico esempio di muratura in pietra mamelucca con base cilindrica e motivo a zig-zag intagliato. Le facciate originali erano particolarmente alte per l'epoca, a causa dell'altezza extra aggiunta dalle torri fatimidi alla base dei minareti. Le facciate erano decorate con due file di finestre e, nei progetti originali, furono aggiunti negozi sotto ogni parete della moschea, che rimangono ancora oggi. I negozi annessi alla moschea e nelle sue vicinanze svolgono un ruolo importante nella sua manutenzione, poiché una percentuale dei loro guadagni viene destinata al mantenimento dell'edificio e del suo personale.
Il santuario della moschea era uno dei più riccamente decorati del suo tempo; la decorazione parietale era limitata alla sala di preghiera, decorata con marmi policromi sufficientemente alti da includere finestre e nicchie per il mihrab. Le colonne di marmo sono preislamiche e presentano forme e dimensioni diverse, poiché provengono da strutture sparse per il Cairo e i territori circostanti. I pavimenti del santuario e del cortile erano pavimentati con marmi policromi, sebbene i riwaq minori fossero pavimentati in pietra. La sala di preghiera comprende due finestre cieche decorate in stile andaluso o marocchino, una con motivi geometrici e l'altra con motivi floreali.